# Crossocnemis
Crossocnemis is een kevergeslacht uit de familie van de boktorren (Cerambycidae). De wetenschappelijke naam van het geslacht werd voor het eerst geldig gepubliceerd in 1978 door Quentin & Villiers.

## Soorten
Crossocnemis omvat de volgende soorten:
- Crossocnemis colmanti (Lameere, 1903)
- Crossocnemis sylvia (Kolbe, 1894)